# Euxinisch
Als euxinisch bezeichnet man ein natürliches Milieu, das anoxisch, also sauerstofffrei oder sauerstoffarm ist, und Schwefelwasserstoff (H2S) enthält. Solche Milieus kommen vor allem in Gewässern und ihren Sedimenten vor. Der Schwefelwasserstoff kann durch vulkanische Ausgasungen aus dem Erdinneren in das Gewässer gelangen, häufiger jedoch entsteht er im Gewässer durch bakterielle Reduktion von Sulfat (SO42−) (Desulfurikation, sulfatreduzierende Bakterien).
In der Geologie werden Sedimente, die in einem euxinischen, also sauerstoffarmen oder sauerstofffreien (anoxischen), schwefelwasserstoffhaltigem Milieu abgelagert wurden, als euxinisch bezeichnet. Diese Sedimente sind durch Fällung von Eisensulfiden (FeS bis FeS2) und durch Inkohlung organischer Stoffe schwarz. Durch Diagenese können solche Sedimente zu Sedimentgesteinen verfestigt werden und werden dann unter anderem als Schwarzschiefer bezeichnet.
Das Wort euxinisch stammt vom lateinischen Namen des Schwarzen Meeres, Pontus Euxinus. Dort lagert sich in der Tiefe ein euxinisches Sediment, ein Faulschlamm (Sapropel) ab.